# るてんのんてる
『るてんのんてる』は、2022年4月9日から2024年3月29日まで読売テレビで放送されていたバラエティ番組である。フットボールアワー(岩尾望・後藤輝基)の冠番組。

## 概要
さまざまなコンテンツが流転していく時代をテーマに、同局の若手ディレクターがこれまで温めてきた渾身企画を放送。MCのフットボールアワーが多彩なVTRを見届ける自由なバラエティ番組。
番組タイトルは、状態・境遇などがたえず移り変わること、同じ状態にとどまらず変化していくことという意味の「流転」と、岩尾望の愛称「のん」と、後藤輝基の下の名前から一文字取った「てる」を掛け合わせた造語および回文。

## 出演

### MC
- フットボールアワー（岩尾望・後藤輝基）

## 放送リスト
| 2022年 | 2022年   | 2022年                                                            | 2022年 | 2022年                     |
| 回     | 放送日   | サブタイトル                                                      | 出演者 | スタジオゲスト             |
| ------ | -------- | ----------------------------------------------------------------- | --- | -------------------------- |
| 1      | 4月8日   | 未来のテレビ実験中                                                | 桂文枝、タージン、杉浦太陽、石坂大志、佐藤佳奈 |                            |
| 2      | 4月15日  | 未来のテレビ実験中                                                | アキナ、杉本青空（からし蓮根）、竹内知咲（天才ピアニスト）、岩橋良昌（プラス・マイナス）、ロッシー（野性爆弾）、哲夫（笑い飯）、登坂淳一、杉浦太陽、石坂大志                                           |                            |
| 3      | 4月22日  | 出会っていきなりコント！？                                        | 藤崎マーケット | 吉高寧々                   |
| 4      | 4月29日  | 出会っていきなりコント！？                                        | コロコロチキチキペッパーズ | 神宮寺ナオ                 |
| 5      | 5月6日   | １カットコントドラマ「商店街にナイスガイ！」                      | ザ・プラン9、ロングコートダディ、 ニッポンの社長、ビスケットブラザーズ、天才ピアニスト | お〜い!久馬（ザ・プラン9） |
| 6      | 5月13日  | １カットコントドラマ「商店街にナイスガイ！」                      | ザ・プラン9、ロングコートダディ、 ニッポンの社長、ビスケットブラザーズ、天才ピアニスト | お〜い!久馬（ザ・プラン9） |
| 7      | 5月20日  | 違和感だらけのボーイズラブドラマ「俺たちだって恋をする」          | 島田一の介、今別府直之、やなぎ浩二、梶裕貴、吉野裕行、高橋広樹 |                            |
| 8      | 5月27日  | 青山なぎさとデートなう 恋愛シミュレーションゲーム『夢見るリアコ』 | 青山なぎさ |                            |
| 9      | 6月3日   | 芸人たちのeスポーツバラエティー▶NEW GAME                          | 津田篤宏（ダイアン）、ロングコートダディ、さや香、伊藤知貴（ポートワシントン）、まさのりｃｈ |                            |
| 10     | 6月10日  | 芸人たちのeスポーツバラエティー▶NEW GAME                          | 津田篤宏（ダイアン）、ロングコートダディ、さや香、武智（スーパーマラドーナ）、大東翔生（ダブルヒガシ）、皇治                                                                                           |                            |
| 11     | 6月17日  | 地下マンガをDigりたい！                                           | 橋本直（銀シャリ）、村上佳菜子、藤本聖（ジュリエッタ）、中谷（マユリカ）、原田泰雅（ビスケットブラザーズ）、九条ジョー（コウテイ）、谷口理（フースーヤ）                                               | 藤本聖                     |
| 12     | 6月24日  | 地下マンガをDigりたい！                                           | 橋本直（銀シャリ）、村上佳菜子、藤本聖（ジュリエッタ）、中谷（マユリカ）、原田泰雅（ビスケットブラザーズ）、九条ジョー（コウテイ）、谷口理（フースーヤ）                                               | 藤本聖                     |
| 13     | 7月1日   | 客の笑い自在に操る芸人No.1決定戦 グLaugh-1グランプリ              | ケンドーコバヤシ、小沢一敬（スピードワゴン）、くまだまさし、ギャロップ、真空ジェシカ、カベポスター、金の国                                                                                             |                            |
| 14     | 7月8日   | 客の笑い自在に操る芸人No.1決定戦 グLaugh-1グランプリ              | ケンドーコバヤシ、小沢一敬（スピードワゴン）、くまだまさし、ギャロップ、真空ジェシカ、カベポスター、金の国                                                                                             |                            |
| 15     | 7月15日  | 笑わせNGの恋愛リアリティショー おもしろくなくても好きですか？     | 久保田かずのぶ（とろサーモン）、バイク川崎バイク、稲田直樹（アインシュタイン）、都築拓紀（四千頭身）、大鶴肥満（ママタルト）、花咲れあ、青山ひかる、霜月めあ、竹内星菜、片岡未優                       |                            |
| 16     | 7月22日  | 笑わせNGの恋愛リアリティショー おもしろくなくても好きですか？     | 久保田かずのぶ（とろサーモン）、バイク川崎バイク、稲田直樹（アインシュタイン）、都築拓紀（四千頭身）、大鶴肥満（ママタルト）、花咲れあ、青山ひかる、霜月めあ、竹内星菜、片岡未優                       |                            |
| 17     | 7月29日  | 前代未聞の音楽番組！？たま×きんmusic                              | 島田珠代、八木真澄（サバンナ） | 島田珠代                   |
| 18     | 8月5日   | 前代未聞の音楽番組！？たま×きんmusic                              | 島田珠代、八木真澄（サバンナ） | 島田珠代                   |
| 19     | 8月12日  | 緊急企画！代役1-グランプリ                                        | みながわ（ネイビーズアフロ）、オーサカクレオパトラ、ドーナツ・ピーナツ、豪快キャプテン、ゴエモン、キングブルブリン、ちっぴぃちゃんズ、ハイツ友の会、ファンファーレと熱狂、白桃ピーチよぴぴ、マーメイド |                            |
| 20     | 8月19日  | 緊急企画！代役1-グランプリ                                        | みながわ（ネイビーズアフロ）、オーサカクレオパトラ、ドーナツ・ピーナツ、豪快キャプテン、ゴエモン、キングブルブリン、ちっぴぃちゃんズ、ハイツ友の会、ファンファーレと熱狂、白桃ピーチよぴぴ、マーメイド |                            |
| 21     | 8月26日  | 予算が無くなりました 未公開スペシャルにさせてください！           | アキナ、ロッシー（野性爆弾）、岩橋良昌（プラス・マイナス）、杉本青空（からし蓮根）、竹内知咲（天才ピアニスト）、お〜い!久馬（ザ・プラン9）                                                             | 藤井隆                     |
| 22     | 9月2日   | 予算が無くなりました 未公開スペシャルにさせてください！           | 津田篤宏（ダイアン）、ロングコートダディ、さや香、ギャロップ、神宮寺ナオ |                            |
| 23     | 9月9日   | 本編のない予告編映画祭                                            | 予告編監督：ヒコロヒー、ジェラードン、清水康彦 | 銀シャリ、池ノ辺直子       |
| 24     | 9月16日  | 本編のない予告編映画祭                                            | 予告編監督：ヒコロヒー、ジェラードン、清水康彦 | 銀シャリ、池ノ辺直子       |
| 25     | 9月23日  | バラエティの常識を再検証！ここからここまで                        | 尾形貴弘（パンサー） |                            |
| 26     | 9月30日  | バラエティの常識を再検証！ここからここまで                        | マギー審司 |                            |
| 27     | 10月7日  | ロケの極意いつ学ぶの？今でしょ！ロケ進ハイスクール                | かつみ♥さゆり、彦摩呂、なすなかにし、もも |                            |
| 28     | 10月14日 | 「漫才・コント」お笑いを因数分解！？ネタ進ハイスクール            | 竹若元博（バッファロー吾郎）、武智（スーパーマラドーナ）、すいぎん銀河、最強行動 |                            |
| 29     | 10月21日 | ”泣き入ったこと”ありますか？泣いた赤鬼                            | MARICA |                            |
| 30     | 10月28日 | ”泣き入ったこと”ありますか？泣いた赤鬼                            | 葛西純 |                            |
| 31     | 11月4日  | 歯なしのおハナシ 歯、入れませんか？                               | |                            |
| 32     | 11月11日 | 歯なしのおハナシ 歯、入れませんか？                               | |                            |
| 33     | 11月18日 | 他人に答えさせて笑いを取れ！ＤＡＩＧＩＲＩ                        | 恋さん（シャンプーハット）、ヤナギブソン（ザ・プラン9）、哲夫（笑い飯）、下田真生（コウテイ）、タージン、ちゃらんぽらん冨好、かつみ♥（かつみ♥さゆり）、門倉貴史、浅越ゴエ（ザ・プラン9）               |                            |
| 34     | 11月25日 | 大喜利実験企画 ＤＡＩＧＩＲＩ                                     | 恋さん（シャンプーハット）、ヤナギブソン（ザ・プラン9）、哲夫（笑い飯）、下田真生（コウテイ）、井上裕介（NON STYLE）                                                                                   |                            |
| 35     | 12月2日  | 壊れたテレビで見る演芸グランプリ 日本No.1演芸GP                   | いしだ壱成、ウエスP、ZAZY、MASA |                            |
| 36     | 12月9日  | まさかのあの人が企業リポートやってみた 起こせビッグバン           | 村重杏奈、チャンス大城、夢グループ（石田重廣社長・保科有里） |                            |
| 37     | 12月16日 | 実験的ヒューマンドキュメンタリー お好きにトッちゃって             | | 齊藤なぎさ                 |
| 38     | 12月23日 | お好きにトッちゃって 真相編                                       | | 齊藤なぎさ                 |

| 2023年 | 2023年   | 2023年                                                              | 2023年 | 2023年                     |
| 回     | 放送日   | サブタイトル                                                        | 出演者 | スタジオゲスト             |
| ------ | -------- | ------------------------------------------------------------------- | --- | -------------------------- |
| 39     | 1月13日  | THE危人宅 ～どんな人にも家がある～                                  | ナビゲーター：島田秀平、しみけん、須田慎一郎 | RaMu                       |
| 40     | 1月20日  | THE危人宅 ～どんな人にも家がある～                                  | ナビゲーター：島田秀平、しみけん、須田慎一郎 | RaMu                       |
| 41     | 1月27日  | 勇者アンミカの異世界転生記                                          | アンミカ、つぶやきシロー、荒川（エルフ） | 桃月なしこ                 |
| 42     | 2月3日   | ハガキ職人No.1決定戦                                                | ねづっち、藤崎マーケット、迫田篤（デルマパンゲ）、ガクテンソク、奈良市の淳 | 桃月なしこ                 |
| 43     | 2月10日  | 関西を舞台にした学園恋愛ドラマ                                      | 田中亨、莉子、爆ノ介（ザ・プラン9）、CRAZY COCO、塩月希依音（NMB48）、河本準一（次長課長） |                            |
| 44     | 2月17日  | 関西を舞台にした学園恋愛ドラマ                                      | 田中亨、莉子、爆ノ介（ザ・プラン9）、CRAZY COCO、塩月希依音（NMB48）、河本準一（次長課長） | お〜い!久馬（ザ・プラン9） |
| 45     | 2月24日  | 未来のテレビを考えよう                                              | ブラックマヨネーズ、チュートリアル |                            |
| 46     | 3月3日   | 未来のテレビを考えよう                                              | ブラックマヨネーズ、チュートリアル |                            |
| 47     | 3月10日  | 『リヴァーフィールド バラエティショー』ワイプリアクションが大事！編 | 川原克己（天竺鼠）、キッシュ、アインシュタイン、山添寛（相席スタート）、国崎和也（ランジャタイ）、タージン | ハシヤスメ・アツコ（BiSH） |
| 48     | 3月17日  | 『リヴァーフィールド バラエティショー』クイズ問題を予想しろ！編     | 川原克己（天竺鼠）、アインシュタイン、山添寛（相席スタート） | ハシヤスメ・アツコ（BiSH） |
| 49     | 3月24日  | バズりびと大集合！インフルエンサーオーディション                    | ドーナツ・ピーナツ、蒼井そら、尼崎のなつみかん、伊藤愛真、おじゃす、ももせもも、ゆーり |                            |
| 50     | 3月31日  | The Top of Complexesを語る夜 特別編                                 | 藤本聖（ジュリエッタ）、橋本直（銀シャリ）、原田泰雅（ビスケットブラザーズ）、九条ジョー、谷口理（フースーヤ）、中谷（マユリカ）、村上佳菜子、隣人、ハイヒール・リンゴ | 藤本聖                     |
| 51     | 4月7日   | 祝１周年！番組初の生放送！リアルタイム謎解き企画                    | 鰻和弘（銀シャリ）、タージン、ももせもも |                            |
| 52     | 4月14日  | リアルタイム謎解きバラエティ「どのボタン？」～黒幕登場編～          | 銀シャリ、タージン、ももせもも、MARICA、青山なぎさ |                            |
| 53     | 4月21日  | 「進撃の巨人」の世界を凝縮体験 名作３STAGE                          | オーイシマサヨシ、ななまがり、しんらしんげ ナレーター：嶋村侑 | 齋藤樹愛羅（=LOVE）        |
| 54     | 4月28日  | 「進撃の巨人」の世界を凝縮体験 名作３STAGE                          | オーイシマサヨシ、モンスターエンジン、826aska ナレーター：嶋村侑 | 齋藤樹愛羅（=LOVE）        |
| 55     | 5月5日   | 嘘つきだらけの祭典 嘘の荘                                           | 松木安太郎、くっきー!（野性爆弾）、矢口真里、真空ジェシカ |                            |
| 56     | 5月12日  | 嘘つきだらけの祭典 嘘の荘                                           | タージン、松木安太郎、くっきー!（野性爆弾）、矢口真里、真空ジェシカ |                            |
| 57     | 5月19日  | シャッフルボイス 武者小路策次郎の憂鬱 ～凍てつく山荘～              | 矢野奨吾、小宮有紗 CV：諸見里大介、真栄田賢（スリムクラブ）、本間朋晃 | 野口衣織（=LOVE）          |
| 58     | 5月26日  | 君は、声優と芸人の声を聞き分けられるか？Say you DOCCHI              | 株元英彰、M・A・O、武内駿輔、高橋広樹、ナダル（コロコロチキチキペッパーズ）、岡田直子、エハラマサヒロ、ロジャー（大自然）、ゆってぃ | 野口衣織（=LOVE）          |
| 59     | 6月2日   | 後藤の貧乏ゆすり徹底診断 アナタのクセ診団                           | MC：本田望結 フワちゃん、ハリウッドザコシショウ、重田みゆき |                            |
| 60     | 6月9日   | 後藤の貧乏ゆすり徹底診断 アナタのクセ診団                           | MC：本田望結 TAKU Tanaka |                            |
| 61     | 6月16日  | 心理のプロは各界のプロを操れるか？メンタリストVSプロフェッショナル  | 山本マサヤ（メンタリスト）、渡辺一弘、小林海斗、宮嶌祐生（RIDDLER） | おじゃす（TikToker）       |
| 62     | 6月23日  | 心理のプロは各界のプロを操れるか？メンタリストVSプロフェッショナル  | 山本マサヤ、ナダル（コロコロチキチキペッパーズ） | おじゃす（TikToker）       |
| 63     | 6月30日  | 新感覚のドキュメンタリー企画！ドキュメント＿プランB                 | | 天羽希純（＃2i2）          |
| 64     | 7月7日   | 新感覚のドキュメンタリー企画！ドキュメント＿プランB                 | | 天羽希純（＃2i2）          |
| 65     | 7月14日  | ＡＩウルトラエクスペリメント                                        | もあいかすみ、大崎茂芳 | 田中美久（HKT48）          |
| 66     | 7月21日  | ＡＩウルトラエクスペリメント                                        | 矢野勝也（矢野・兵動）、彦摩呂、ビスケットブラザーズ、今井らいぱち、さすけ（滝音）、もりやすバンバンビガロ | 田中美久（HKT48）          |
| 67     | 7月28日  | 芸人にバラエティを教えてもらおう！                                  | 川原克己（天竺鼠）、ランジャタイ、真空ジェシカ、森本晋太郎（トンツカタン）、ニシダ（ラランド）、剣、中西椋雅、WEESA（PSYCHIC FEVER）、ハシヤスメ・アツコ、鈴木拓（ドランクドラゴン） | 中島颯太（FANTASTICS）     |
| 68     | 8月4日   | 芸人にバラエティを教えてもらおう！                                  | 川原克己（天竺鼠）、ランジャタイ、真空ジェシカ、森本晋太郎（トンツカタン）、ニシダ（ラランド）、剣、中西椋雅、WEESA（PSYCHIC FEVER）、ハシヤスメ・アツコ、鈴木拓（ドランクドラゴン） | 中島颯太（FANTASTICS）     |
| 69     | 8月11日  | #見た目だけTV                                                       | ジョニー志村 | 秋元真夏                   |
| 70     | 8月18日  | #見た目すらTV                                                       | キンタロー。 | 秋元真夏                   |
| 71     | 8月25日  | 全世代を笑わせろ！超過酷ネタサバイバル！お笑いペンタゴン            | ザ・ぼんち、どぶろっく、藤崎マーケット、ソマオ・ミートボール |                            |
| 72     | 9月1日   | 全世代を笑わせろ！超過酷ネタサバイバル！お笑いペンタゴン            | ザ・ぼんち、どぶろっく、藤崎マーケット、ソマオ・ミートボール |                            |
| 73     | 9月8日   | 道具道「小道具コンサルティング」                                    | くっきー!（野性爆弾）、西森洋一（モンスターエンジン）、杉本青空（からし蓮根）、田津原理音、浜口京子、小島健（Aぇ! group）、風吹ケイ | 松村沙友理                 |
| 74     | 9月15日  | 道具道「小道具大喜利DOUGIRI」                                       | くっきー!（野性爆弾）、西森洋一（モンスターエンジン）、杉本青空（からし蓮根）、田津原理音、ガチャガチャ、バタハリ、たっぺい（cacao）、蓬莱大介 | 松村沙友理                 |
| 75     | 9月29日  | サイコなサイコロジー                                                | 真べぇ（ダブルアート）、河野良祐（令和喜多みな実）、ダブルヒガシ、タレンチ、ファンファーレと熱狂、マーメイド、例えば炎、釈迦虎、大自然、ダウ90000 | 井上梨名（櫻坂46）         |
| 76     | 10月6日  | 「お笑いの魅力」をとことん深掘り！笑ディグ                          | 藤原丈一郎（なにわ男子） 6日、13日：長谷川忍（シソンヌ）、小沢一敬（スピードワゴン）、駒場孝（ミルクボーイ）、奥森皐月 13日、20日、27日：村田秀亮（とろサーモン）、井上裕介（NON STYLE）、髙比良くるま（令和ロマン）、周平魂（ツートライブ）、DJ KOO、パーティーパーティー(27日のみ) ３×８プロジェクト企画：當間琉巧（Lilかんさい）、角紳太郎（Boys be）、林健（ギャロップ）、囲碁将棋(20日のみ) |                            |
| 77     | 10月13日 | 「お笑いの魅力」をとことん深掘り！笑ディグ                          | 藤原丈一郎（なにわ男子） 6日、13日：長谷川忍（シソンヌ）、小沢一敬（スピードワゴン）、駒場孝（ミルクボーイ）、奥森皐月 13日、20日、27日：村田秀亮（とろサーモン）、井上裕介（NON STYLE）、髙比良くるま（令和ロマン）、周平魂（ツートライブ）、DJ KOO、パーティーパーティー(27日のみ) ３×８プロジェクト企画：當間琉巧（Lilかんさい）、角紳太郎（Boys be）、林健（ギャロップ）、囲碁将棋(20日のみ) |                            |
| 78     | 10月20日 | 「お笑いの魅力」をとことん深掘り！笑ディグ                          | 藤原丈一郎（なにわ男子） 6日、13日：長谷川忍（シソンヌ）、小沢一敬（スピードワゴン）、駒場孝（ミルクボーイ）、奥森皐月 13日、20日、27日：村田秀亮（とろサーモン）、井上裕介（NON STYLE）、髙比良くるま（令和ロマン）、周平魂（ツートライブ）、DJ KOO、パーティーパーティー(27日のみ) ３×８プロジェクト企画：當間琉巧（Lilかんさい）、角紳太郎（Boys be）、林健（ギャロップ）、囲碁将棋(20日のみ) |                            |
| 79     | 10月27日 | 「お笑いの魅力」をとことん深掘り！笑ディグ                          | 藤原丈一郎（なにわ男子） 6日、13日：長谷川忍（シソンヌ）、小沢一敬（スピードワゴン）、駒場孝（ミルクボーイ）、奥森皐月 13日、20日、27日：村田秀亮（とろサーモン）、井上裕介（NON STYLE）、髙比良くるま（令和ロマン）、周平魂（ツートライブ）、DJ KOO、パーティーパーティー(27日のみ) ３×８プロジェクト企画：當間琉巧（Lilかんさい）、角紳太郎（Boys be）、林健（ギャロップ）、囲碁将棋(20日のみ) |                            |
| 80     | 11月3日  | “仕事の鬼”に、泣いた話を聞いてきました 泣いた赤鬼                   | ショウ（障がい者専門デリヘル「はんどめいど俱楽部」オーナー） |                            |
| 81     | 11月10日 | “仕事の鬼”に、泣いた話を聞いてきました 泣いた赤鬼                   | 進藤龍也（キリスト教牧師、元暴力団組員） | 小嶋花梨（NMB48）          |
| 82     | 11月17日 | 仕送りの獅子 〜人生最大のおねだり〜                                 | 平子祐希（アルコ＆ピース）、クロちゃん（安田大サーカス）、小宮浩信（三四郎）、村上（マヂカルラブリー） おねだりチャレンジャー：芳賀まいぺーす（ぱずるず）、りょうせい（ミスター大冒険。）、セキ・ア・ラ・モード |                            |
| 83     | 11月24日 | 仕送りの獅子 〜人生最大のおねだり〜                                 | 平子祐希（アルコ＆ピース）、クロちゃん（安田大サーカス）、小宮浩信（三四郎）、村上（マヂカルラブリー） おねだりチャレンジャー：芳賀まいぺーす（ぱずるず）、りょうせい（ミスター大冒険。）、セキ・ア・ラ・モード |                            |
| 84     | 12月1日  | 新感覚のドキュメンタリー企画！ドキュメント＿プランB                 | |                            |
| 85     | 12月8日  | 新感覚のドキュメンタリー企画！ドキュメント＿プランB                 | |                            |
| 86     | 12月15日 | 令和新語開発委員会                                                  | 伊集院光、金田一秀穂、ゆうちゃみ、佐野晶哉（Aぇ! group）、安達瑞樹（長楽寺住職）、久保田磨希 |                            |
| 87     | 12月22日 | 令和新語開発委員会                                                  | 伊集院光、金田一秀穂、ゆうちゃみ、佐野晶哉（Aぇ! group）、安達瑞樹（長楽寺住職）、久保田磨希 |                            |

| 2024年 | 2024年  | 2024年                                                   | 2024年 | 2024年                   |
| 回     | 放送日  | サブタイトル                                             | 出演者 | スタジオゲスト           |
| ------ | ------- | -------------------------------------------------------- | --- | ------------------------ |
| 88     | 1月12日 | ～笑いの力で突き進め～ ワラコロ                          | 奥森皐月、バイク川崎バイク、守谷日和、周平魂（ツートライブ）、タグ（ダブルアート）、九条ジョー、家村涼太（ぐろう）                             |                          |
| 89     | 1月19日 | ～笑いの力で突き進め～ ワラコロ                          | 奥森皐月、バイク川崎バイク、守谷日和、周平魂（ツートライブ）、タグ（ダブルアート）、九条ジョー、家村涼太（ぐろう）                             |                          |
| 90     | 1月26日 | 相手にはどう映ってる！？コンプレックス徹底検証           | | 阿部なつき               |
| 91     | 2月2日  | 原石芸人発掘！GENSEKI-1グランプリ                        | ハッスル女王、かけるとひでちゃん、涼風、マサナガッツ                                                                                           | 阿部なつき、チャンス大城 |
| 92     | 2月9日  | おもしろトークの作り方がわかる！？鉄板トークができるまで | ねづっち、ぁみ、九条ジョー |                          |
| 93     | 2月16日 | ”トーク下手芸人”おもしろくなるのはどっち！？             | ソマオ・ミートボール、こうちゃん（ファンファーレと熱狂）、河本準一（次長課長）、後藤心平、真栄城哲也（筑波大学教授）、雨宮俊彦（関西大学教授） |                          |
| 94     | 2月23日 | アンチＸに会いたい                                       | | ダレノガレ明美           |
| 95     | 3月1日  | 親子の本音を観察 ファミリーボックス                      | クボ（ガングリオン） | ダレノガレ明美           |
| 96     | 3月8日  | こじらせ女子の私達も幸せになりたい                       | 紅しょうが | 白間美瑠                 |
| 97     | 3月15日 | 改造エンタ芸人                                           | コウメ太夫、クールポコ。、波田陽区 | 白間美瑠                 |
| 98     | 3月22日 | フットボールアワー VS ｙｔｖディレクター                 | ｙｔｖディレクター、AD、管理職 |                          |
| 99     | 3月29日 | フットボールアワー VS ｙｔｖディレクター                 | ｙｔｖディレクター、AD、管理職 |                          |

## ネット局
| 放送対象地域 | 放送局            | 放送日時                     | 放送期間       | ネット状況 |
| ------------ | ----------------- | ---------------------------- | -------------- | ---------- |
| 近畿広域圏   | 読売テレビ（ytv） | 土曜 0:30 - 0:59（金曜深夜） | 2022年4月9日 - | 【制作局】 |
| 中京広域圏   | 中京テレビ（CTV） | 日曜 2:25 - 2:55（土曜深夜） | 2023年3月4日 - | 遅れネット |

不定期ネット局
- ミヤギテレビ（MMT）
- 日本海テレビ（NKT）

## スタッフ
企画/ディレクター
- 坂本一馬[4]
- 那須賢道[4]
- 西田優心（YUU）[5]
- 髙橋優佳里[4]
- 喜久翔
- 小早川泰飛（2022年6月3日 - ）[4]
- 粟津陽介（2022年6月3日 - ）[4]
- 岸本至生（2022年6月3日 - ）[4]
- 髙橋優貴（2022年6月17日 - ）[4]
- 浦井章亘（2022年8月5日 - ）[4]
- 髙橋優佳（2022年8月5日 - ）[4]
- 廣瀬拓万（2022年9月30日 - ）
- 杉野嘉則（2022年10月7日 - ）
- 坂谷龍司（2022年11月4日 - ）[6]
- 秋元優志（2022年12月2日 - ）[4]
- 野垣航（2022年12月9日 - ）[4]
- 塚本涼一郎（2022年12月16日 - ）[4]
- 田中瑛人（2023年1月13日 - ）[4]
- 樫原淳（2023年2月3日 - ）[4]
- 加藤崇（2023年2月10日 - ）
- 小池洋平（2023年7月28日 - ）[4]
- 加茂田祥子（2023年10月6日 - ）
- 上田洋也（2023年11月17日 - ）
- 門田翼（2024年2月23日 - ）
- 坂井日向子（2024年3月8日 - ）
- 伊豫田文也（2024年3月15日 - ）[7]

構成
- 稲見周平
- 鈴木遼
- ダンプ
- 森本雄矢
- 足立良信
- 津村明秀
- 中野貴至
- 田中孝晃
- かねたま
- 坂本龍二
- 上田まさる（以前はブレーン）
- 清水隆佑
- 村井聡之
- 笹部香[8]

ナレーター
- 山本隆弥
- 野村明大
- 大田良平
- 岩原大起
- 萩原章嘉
- 澤口実歩（ytvアナウンサー）
- 藤井一
- 川口詩織[8]
- 佐藤佳奈（ytvアナウンサー）【毎週】

TD/CAM
- 出口雅樹
- 奥嶋駿介[9]
- 筒井周太[8]

TD/SW
- 坂口裕一
- 出口雅樹[8]

TD/LD
- 河戸将克
- 鷲津繋比古[8]

SW
- 野口忠繁
- 浦上茂樹[8]

CAM
- 坂口裕一
- 筒井周太
- 岡大輔（以前は技術）
- 米沢和樹
- 川野修治
- 出口雅樹
- 佐々木健太
- 土肥俊之（以前は技術）
- 南出絵理
- 五十嵐剛
- 助川主馬
- 松本学（以前はSW/ENG）
- 宮崎良昭[8]

ロケCAM
- 小塩友英（以前はENG）[8]

MIX
- 畑仲豊萌（以前は音声）
- 南谷良美
- 濱田浩平
- 池永裕一（以前は音声）
- 四方武範
- 藤本博樹
- 山崎多佳彦
- 小川要輔[8]

LD(照明)
- 鷲津繋比古（以前は技術）[8]

音声
- 山崎多佳彦[8]

VE
- 古門優弥[10][8]

美術
- 山下創平

美術進行
- 中村裕

大道具
- 田上浩生（2023年10月は担当なし）

編集
- 西山貴宣
- 長谷川功一
- 岡本怜之[8]

グラフィック
- 鎌田あゆみ
- 石津祥
- 大野卓
- 杉村萌子[8]

音効
- 竹内健司

MA
- 寺本卓矢
- 西山直宏[8]

協力
- ytv Nextry
- YUU
- Dmark
- 井真佳羅
- ハートス
- エイデック
- 高津商会
- つむら工芸
- 東京衣裳
- 丸善【毎週】
- 光学堂
- mabu[8]

ENG技術協力
- mabu
- エムズプロ[8]

宣伝
- 手塚大貴（2023年7月14日 - ）

FD
- 中井志緒里【毎週】
- 松井文哉（Dmark、2022年10月7日 - ）
- 貴次登己（2023年8月12日 - ）[8]

制作進行
- 西田優心（YUU）

AP
- 山崎舞子（ytv Nextry）

プロデューサー
- 上野正樹
- 伊藤隆洋（2023年7月28日 - ）
- 中屋敷亮（2022年6月3日 - ）[11]

チーフプロデューサー
- 山本陽（2022年6月17日-）

制作著作
- 読売テレビ

### 過去のスタッフ

#### 企画/ディレクター
- 阪口智稀[4]
- 山下和之（JUMP）[4]

#### 協力
- 倉田プロモーション
- ゴミ屋敷バスター七福神
- pixta

#### 構成
- くらやん
- 寺内崇
- 服部裕也
- 里村仁志
- 白武ときお
- 野口翔五
- 淺井蓮平
- 上野大輔
- 藤白圭[8]

#### ブレーン
- 平野友介[8]

#### ナレーター
- ターキー
- 諸國沙代子
- 森若佐紀子（ytvアナウンサー）
- 武虎
- 田中敦子[8]

#### 技術
- 野平浩二
- 大橋優
- 大矢晃平

#### TD
- 大橋優[8]

#### SW
- 大橋優[8]

#### CAM
- 大矢晃平
- 脇阪祐司
- 井ノ口鉱三
- 小塩友英
- 大橋優
- 津田欣典
- 篠原祐典
- 岩崎寛[8]

#### 照明
- 窪田和弘

#### 音声
- 後藤敬介
- 瀧野真佑
- 辰野雄一
- 廣田春菜

#### ENG
- 前原孝彦
- 松原航
- 大石翔二朗[8]

#### ロケCAM
- 前原考彦
- 森口祐輝[8]

#### ロケ音声
- 沖田一剛[8][12]

#### 編集
- 明石健二
- 笹岡真丈

#### グラフィック
- 井上ちひろ
- 坂本ゆかり

#### 音効
- 小林翔子

#### MA
- 古庄陽

### グlaugh-1グランプリ

#### TD/SW
- 藤井義行

#### 音声
- 谷口英雄

#### VE
- 菊地健

#### AIシステム
- WARAI+

#### LOP
- 後藤有宏（2023年8月25日・9月1日）
- 久保京子（2023年12月2日・12月9日）

#### 美術
- 尾前江美

#### 大道具
- 宮崎友紀
- 岩崎柊平（2023年10月6日 - 10月27日）

#### 協力
- 関西東通
- マウス
- Idea Remix Club

#### 宣伝
- 大津結花子（ - 2023年7月7日）

#### FD
- 佐野英人

#### AP
- 山本大翔（ytv）（2022年12月2日 - 2023年6月）[4][13]
- 百武祥子（YUU）

#### プロデューサー
- 古原幸一（JUMP）

#### チーフプロデューサー
- 野瀬慎一（ - 2022年6月10日）

#### 制作協力
- JUMP